# 拉克什亚·森
拉克什亚·森（英語：Lakshya Sen，2001年8月16日—），印度男子羽毛球運動員。

## 生涯

### 早年
拉克什亞·森出生於印度的阿尔莫拉北阿坎德邦，他的父親是一位羽毛球教練而他的兄長奇拉格·森同為羽毛球運動員。

### 青年時期
拉克什亞·森在青年時期便表現亮眼，在2014年時年僅13歲的他便在瑞士青年錦標賽斬獲冠軍。之後2015年，他在印度青年錦標賽以2比0（21比18、21比15）戰勝他的哥哥獲得冠軍。2016年7月，拉克什亞·森代表印度参加泰國曼谷举办的亞洲青年羽毛球錦標賽，他從首圈一路殺進準決賽並以0比2不敵來自中國的孫飛翔，獲得季軍。同年11月，他首次出戰成年國際賽事、印度國際系列賽男子單打項目，在決賽中以3比1的成績（11-13、11-3、11-6、11-6）擊敗了馬來西亞新秀李梓嘉，奪得個人生涯中首個國際賽冠軍。之後在2017年，拉克什亞·森陸續收穫保加利亞公開賽、印度國際系列賽的冠軍和印度國際挑戰賽的亞軍。拉克什亞·森更是在2017年登上了世界羽聯青年世界排名的第一位。
2018年7月，拉克什亞·森代表印度兼六號種子参加印尼雅加达举办的亞洲青年羽毛球錦標賽，他從首圈一路闖進決賽並面對賽會頭號種子、世青賽冠軍昆拉武特·威提讪以直落兩局挑落對手奪下冠軍，亦是印度羽壇史上第一位亞青賽男單冠軍得主。同年10月，他代表印度参加阿根廷布宜諾斯艾利斯舉辦的2018年青年奧運會羽球比賽。男單决赛中，他以0比2（15-21、19-21）不敵中國選手李诗沣，獲得男單銀牌。並在隨後進行的混合團體決賽中幫助隊伍獲得金牌。隨後一個月，他代表印度参加加拿大萬錦市举办的世界青年羽毛球錦標賽，在男單準决赛以1比2（22-20、16-21、13-21）不敌衛冕冠軍、泰國的昆拉武特·威提讪，拿下季軍。之後他再出戰印度國際挑戰賽，並在決賽中再次對壘昆拉武特·威提讪，這次他以2比0擊敗對手贏得冠軍。

### 2019年－2020年
2019年起，拉克什亞·森開始參加較高級別的世界羽聯世界巡迴賽賽事，他在3月時出戰100級別的中國陵水大師賽，但最後他不敵東道主的翁泓陽栽在準決賽。隨後他轉戰歐洲賽事，他先是在波蘭公開賽拿下亞軍。之後，拉克什亞·森先後奪下比利時國際賽、荷蘭公開賽、薩洛盧公開賽、蘇格蘭羽毛球公開賽和孟加拉國際挑戰賽五項賽事的冠軍。他的世界羽聯世界排名也隨著這五座冠軍在2019年達到了前50名。
2020年2月，拉克什亞·森跟隨印度國家羽毛球隊一同參加在菲律賓馬尼拉舉行的亞洲團體錦標賽，最終印度在準決賽中以2比3不敵印尼，獲得季軍追平了在2016年的成績。隨後在3月，拉克什亞·森首次參加全英公開賽，他先是在首圈以2比1逆轉香港的李卓耀。之後他在次圈面對的是賽會二號種子、丹麥的安賽龍，雙方激戰45分鐘，最後以拉克什亞·森直落兩局落敗而告終。然而因2019冠狀病毒病肆虐導致眾多比賽取消，讓拉克什亞·森在這之後便在2020年再無參加任何比賽。

### 2021年－2022年
2021年3月，拉克什亞·森在2021年的首場比賽是瑞士公開賽，但他在首圈便以0比2不敵丹麥的維克多·斯文森。之後，拉克什亞出戰全英公開賽，他在八強賽上以1比2敗給荷蘭的馬克·卡爾尤，首兩場國際賽事都未能達到準決賽。直到2021年8月，拉克什亞·森以頭號種子的身份出戰較低級別的丹麥羽毛球大師賽，他在準決賽中對壘賽會三號種子、加拿大的楊燦，他先盛後衰以1比2（21比13、14比21、18比21）遭到對手逆轉，止步於四強。隨後在同年10月，拉克什亞以頭號種子出戰荷蘭公開賽，他在決賽中對壘的是新加坡的駱建佑，他遭到對手直落兩局結束比賽，無緣衛冕冠軍。之後他轉戰在歐洲區的超級系列賽事，但他的成績並不理想，在丹麥公開賽和法國公開賽分別止步於次圈以及八強賽。僅在德國舉行的海洛公開賽闖進準決賽然而依舊不敵在荷蘭公開賽上擊敗他的駱建佑。歐洲三站結束後，拉克什亞再轉戰在印尼舉辦的印尼大師賽、印尼公開賽和世界羽聯世界巡迴賽總決賽。在大師賽和公開賽上，他分別在次圈和首圈都不敵日本的桃田賢斗而淘汰。隨後，拉克什亞在2021年世界羽聯世界巡迴賽年總排名第六得以獲得總決賽的參賽資格，他與安賽龍、桃田賢斗和拉斯穆斯·傑姆克被分配至A組。桃田賢斗與傑姆克因傷痛問題而選擇退賽，拉克什亞在小組賽面對安賽龍時以兩局不敵對手位居A組副盟晉級準決賽。準決賽上，他再次對壘安賽龍但依然以0比2落敗。2021年12月，拉克什亞·森首次出戰在西班牙韋爾瓦舉行的世界錦標賽男子單打項目，他的首圈對手是德國的麦克斯·魏斯基申因對方退賽導致拉克什亞直接晉級次圈。他從次圈至半準決賽一路擊敗日本的西本拳太、危地馬拉的凱文·科登、中國的趙俊鵬闖進準決賽。準決賽上，他以1比2（21比17、14比21、17比21）遭到師兄兼隊友斯里坎特·基達姆比逆轉，首次出戰世錦賽便獲得季軍。
2022年1月，拉克什亞·森以三號種子的身份出戰印度公開賽，他一路殺進決賽並對壘新科世界冠軍、新加坡的駱建佑，他以直落兩局挑落對手並成為第三位在印度公開賽奪得冠軍的東道主選手。2022年3月，拉克什亞再出戰德國公開賽以及全英公開賽，兩場賽事他都闖進了決賽。但他分別敗給了泰國的昆拉武特·威提讪和丹麥的安賽龍，連奪兩座亞軍，拉克什亞的世界排名也在3月22日達到了前十名。隨後，拉克什亞·森跟隨國家隊一同參加在泰國曼谷舉辦的男子團體比賽湯姆斯盃，拉克什亞共在此賽事中出場了五次並獲得了兩勝三負。他僅在小組賽首輪以及決賽戰勝了德國的麦克斯·魏斯基申和印尼的安东尼·金廷。在小組賽第三輪、八強賽以及四強賽分別敗給了中華台北的周天成、馬來西亞的李梓嘉和丹麥的安賽龍。但最終印度還是以3比0橫掃了衛冕冠軍印尼，首度捧起湯姆斯盃。

## 主要比賽成績
只列出曾進入準決賽的國際賽事成績：
| 年份   | 賽事                       | 公開賽級別 | 項目     | 成績   |
| ------ | -------------------------- | ---------- | -------- | ------ |
| 2016年 | 亞洲青年羽毛球錦標賽       | 其他       | 男子單打 | 季軍   |
| 2016年 | 印度羽毛球國際系列賽       | 國際系列賽 | 男子單打 | 冠軍   |
| 2017年 | 保加利亞羽毛球公開賽       | 國際系列賽 | 男子單打 | 冠軍   |
| 2017年 | 印度羽毛球國際系列賽       | 國際系列賽 | 男子單打 | 冠軍   |
| 2017年 | 印度羽毛球國際挑戰賽       | 國際挑戰賽 | 男子單打 | 亞軍   |
| 2018年 | 亞洲青年羽毛球錦標賽       | 其他       | 男子單打 | 冠軍   |
| 2018年 | 青年奧林匹克運動會羽球比賽 | 其他       | 混合團體 | 金牌   |
| 2018年 | 青年奧林匹克運動會羽球比賽 | 其他       | 男子單打 | 银牌   |
| 2018年 | 世界青年羽毛球錦標賽       | 其他       | 男子單打 | 季軍   |
| 2018年 | 印度羽毛球國際挑戰賽       | 國際挑戰賽 | 男子單打 | 冠軍   |
| 2019年 | 中國陵水羽毛球大師賽       | 超級100賽  | 男子單打 | 準決賽 |
| 2019年 | 波蘭羽毛球公開賽           | 國際挑戰賽 | 男子單打 | 亞軍   |
| 2019年 | 比利時羽毛球國際賽         | 國際挑戰賽 | 男子單打 | 冠軍   |
| 2019年 | 荷兰羽毛球公开赛           | 超級100賽  | 男子單打 | 冠軍   |
| 2019年 | 薩洛盧羽毛球公開賽         | 超級100賽  | 男子單打 | 冠軍   |
| 2019年 | 蘇格蘭羽毛球公開賽         | 國際挑戰賽 | 男子單打 | 冠軍   |
| 2019年 | 孟加拉羽毛球國際挑戰賽     | 國際挑戰賽 | 男子單打 | 冠軍   |
| 2020年 | 亞洲羽毛球團體錦標賽       | 其他       | 男子團體 | 季軍   |
| 2021年 | 丹麥羽毛球大師賽           | 國際挑戰賽 | 男子單打 | 準決賽 |
| 2021年 | 荷蘭羽毛球公開賽           | 國際挑戰賽 | 男子單打 | 亞軍   |
| 2021年 | 海洛羽毛球公開賽           | 超級500賽  | 男子單打 | 準決賽 |
| 2021年 | 世界羽聯世界巡迴賽總決賽   | 總決賽     | 男子單打 | 準決賽 |
| 2021年 | 世界羽毛球錦標賽           | 其他       | 男子單打 | 季軍   |
| 2022年 | 印度羽毛球公開賽           | 超級500賽  | 男子單打 | 冠軍   |
| 2022年 | 德國羽毛球公開賽           | 超級300賽  | 男子單打 | 亞軍   |
| 2022年 | 全英羽毛球公開賽           | 超級1000賽 | 男子單打 | 亞軍   |
| 2022年 | 湯姆斯盃                   | 其他       | 男子團體 | 冠軍   |
| 2022年 | 英聯邦運動會羽毛球比賽     | 其他       | 混合團體 | 銀牌   |
| 2022年 | 英聯邦運動會羽毛球比賽     | 其他       | 男子單打 | 金牌   |
| 2023年 | 亞洲羽毛球混合團体錦標賽   | 其他       | 混合團体 | 季軍   |
| 2023年 | 泰國羽毛球公開賽           | 超級500賽  | 男子單打 | 準決賽 |
| 2023年 | 加拿大羽毛球公開賽         | 超級500賽  | 男子單打 | 冠軍   |
| 2023年 | 美國羽毛球公開賽           | 超級300賽  | 男子單打 | 準決賽 |
| 2023年 | 日本羽毛球公開賽           | 超級750賽  | 男子單打 | 準決賽 |
| 2023年 | 亞洲運動會羽毛球比賽       | 其他       | 男子團體 | 銀牌   |
| 2024年 | 法國羽毛球公開賽           | 超級750賽  | 男子單打 | 準決賽 |
| 2024年 | 全英羽毛球公開賽           | 超級1000賽 | 男子單打 | 準決賽 |
| 2024年 | 奧林匹克運動會羽毛球比賽   | 其他       | 男子單打 | 殿軍   |
| 2024年 | 西德·莫迪羽球國際賽        | 超級300賽  | 男子單打 | 冠軍   |
| 2025年 | 澳門羽球公開賽             | 超級300賽  | 男子單打 | 準決賽 |

| 2007-2017年 | 首要超級賽 | 超級賽 | 黃金大獎賽 | 大獎賽 | 國際挑戰賽 | 國際系列賽 | 未來系列賽 | 其他 |

| 2018-2026年 | 總決賽 | 超級1000賽 | 超級750賽 | 超級500賽 | 超級300賽 | 超級100賽 | 國際挑戰賽 | 國際系列賽 | 未來系列賽 | 其他 |

### 世界冠軍頭銜
拉克什亚·森在羽毛球生涯中共奪得1項羽毛球世界冠軍頭銜。
| 賽事     | 奪冠次數 | 年份               |
| -------- | -------- | ------------------ |
| 湯姆斯盃 | 1        | 2022年（男子團體） |
| 總計     | 1        |                    |

### 奧運會和世錦賽參賽紀錄
|          | 2021 | 2022 | 2023 | 2024 |
| -------- | ---- | ---- | ---- | ---- |
| 男子單打 | 季軍 | 16強 | 16強 | 殿軍 |

## 主要對賽紀錄
拉克什亚·森與曾交过對手的對賽成績如下（只列出對賽五次或以上對手，截至2022年6月14日）：
| 對手            | 對賽次數 | 對賽結果 | 對賽結果 | 勝差 |
| 對手            | 對賽次數 | 勝       | 負       | 勝差 |
| --------------- | -------- | -------- | -------- | ---- |
| 基蘭·喬治       | 7        | 7        | 0        | +7   |
| 昆拉武特·威提讪 | 7        | 3        | 4        | -1   |
| 維克托·阿薩爾森 | 6        | 1        | 5        | -4   |
| 坎塔蓬·旺差伦   | 5        | 4        | 1        | +3   |
| 克里斯托·波波夫 | 5        | 4        | 1        | +3   |
| 駱建佑          | 5        | 3        | 2        | +1   |

## 外部連結
- 维基共享资源上的相關多媒體資源：拉克什亚·森